# Herztodkriterium
Das Herztodkriterium ist eine Regelung von Donation after cardiac death (DCD) – früher Non-heart-beating donation (NHBD, englisch für „Spender, dessen Herz nicht schlägt“) genannt. Es wurde Ende der 1970er Jahre als Todeskriterium im Zusammenhang mit Organentnahmen für Organtransplantationen eingeführt. Gemäß diesem Verfahren dürfen Organe entnommen werden, wenn ein Herz-Kreislauf-Stillstand von zehn Minuten bei normaler Körpertemperatur festgestellt wurde. Die Regelung wird unter anderen in Großbritannien, der Schweiz, den Niederlanden, Spanien, Belgien und in den Vereinigten Staaten von Amerika angewendet. 
In Deutschland ist der Herztod als Kriterium im Zusammenhang mit Organentnahmen nicht zulässig; dazu muss der Hirntod festgestellt worden sein.

## Maastrichter Protokoll
DCD fußt auf dem Maastrichter Protokoll (Maastricht classification):
In den 1980er Jahren wurde im Maastrichter Uniklinikum ein Spenderprogramm mit Herztoten begonnen. Die dabei gemachten Erfahrungen flossen in die Vorgaben des Maastricht-Protokolls von 1995 ein. Damit klassifiziert man die Organspender nach Herzstillstand wie folgt:
| Kategorie | Definition                                                                               | Status                          |
| --------- | ---------------------------------------------------------------------------------------- | ------------------------------- |
| I         | Herzstillstand bei Ankunft in der Klinik                                                 | unkontrollierter Herzstillstand |
| II        | Herzstillstand nach erfolgloser Reanimation                                              | unkontrollierter Herzstillstand |
| III       | Wenn der Herzstillstand erwartet wird und lebenserhaltende Maßnahmen unterbrochen werden | unkontrollierter Herzstillstand |
| IV        | Herzstillstand bei Hirnstammtod                                                          | unkontrollierter Herzstillstand |
| V         | Herzstillstand bei einem stationären Patienten                                           | unkontrollierter Herzstillstand |

Die Kategorie V wurde im Jahr 2000 eingeführt.
- Die Kategorien I, II, IV und V werden als „unkontrolliert“ bezeichnet, da hierbei der Herzstillstand natürlich erfolgt ist.
- Spendern der Kategorie I dürfen nur Gewebe mit langlebigen Zellen, wie Herzklappen und Augenhornhäute, entnommen werden.
- Spender der Kategorie II sind Patienten, deren erfolglose Reanimation außerhalb der Klinik erfolgt ist. Von ihnen dürfen nur die Nieren für die Organtransplantation entnommen werden, müssen jedoch sorgfältig geprüft werden, da sonst die Ausfallrate hoch ist.
- Spender der Kategorie III sind Patienten mit nicht überlebensfähigen Verletzungen, die für diesen Fall durch eine Patientenverfügung von einer Weiterbehandlung abgesehen und sich schriftlich als Organspender zur Verfügung gestellt haben. Die Kategorie wird als „kontrolliert“ bezeichnet, weil hierbei der Herzstillstand nach dem Abschalten lebenserhaltender Maßnahmen unter kontrollierten Bedingungen abgewartet wird und dann sofort der Tod erklärt wird und Organe sofort entnommen werden können.[2]
- Von Spendern der Kategorie III, IV und V können mit Ausnahme des Herzens möglicherweise – entsprechend dem Gesundheitszustand des jeweiligen Organs – alle Organe transplantiert werden.
- Leber und Lungen können nur von Spendern der kontrollierten Kategorie III für die Transplantation verwendet werden.[3]

## Gegenstimmen
In ihren gemeinsamen Erklärungen der Jahre 2014 und 2015 sprechen sich mehrere medizinische Gesellschaften (DGN, DGNC und DGNI) gegen eine Einführung der DCD in Deutschland aus, „da es ein höheres Risiko von Fehldiagnosen in sich birgt“.
Der Deutsche Ethikrat wie auch die Deutsche Bischofskonferenz sind gegen eine Einführung der DCD in Deutschland.